# روكي (لاعب كرة قدم)
روكي (16 أبريل 1973 بساو باولو في البرازيل - ) هو لاعب كرة قدم برازيلي في مركز الوسط. لعب مع جمعية بورتوغيزا الرياضية ونادي بانيونيوس ونادي غواراني.

## وصلات خارجية
- روكي على موقع قاعدة بيانات كرة القدم.إي يو (الإنجليزية)